# مرلي ريتشاردسون
مرلي ريتشاردسون (بالإنجليزية: Merle Richardson)‏ هي لاعبة بولينغ أسترالية، ولدت في 1930.